# ORP Wilno

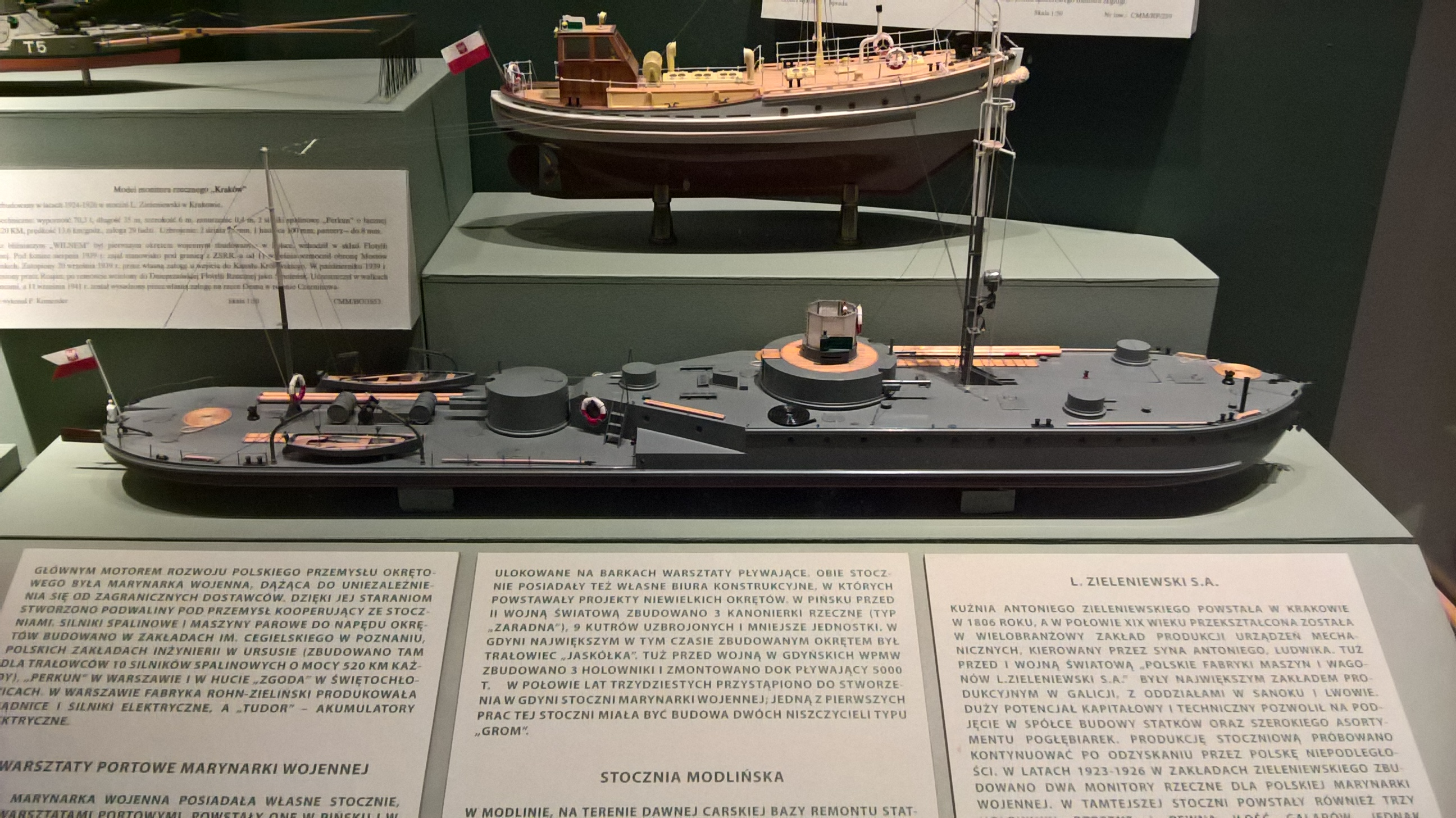
Модель однотипного «Вільно» монітора «Краків»

ORP Wilno — річковий монітор Польщі, знищений на початку Другої світової війни.

## Історія
Однотипний «Кракову». Ці монітори стали першими бойовими кораблями, побудованими у Польщі. Від побудованих у Данцингу моніторів типу «Варшава» вони відрізнялися насамперед меншими розмірами (70 т) та іншим складом озброєння (початково — одна 100-мм и дві 75-мм гармати у двох баштах, 4 кулемета калібру 7,92 мм). Бронювання, як і у моніторів попереднього типу, захищало лише від куль і становило всього 10 мм. Швидкість кораблів складала до 10 км/год, екіпаж — близько 40 осіб.

## Служба
Корабель був переданий ВМС Польщі 2 жовтня 1926 року. Його ввели в експлуатацію 15 жовтня 1926 року, а церемонія підняття прапора відбулася у Варшаві 31 жовтня 1926 року. Спочатку його передали в штаб військового порту в Модліні. Навесні 1927 року корабель був переданий Пінській флотилії. Він став частиною її Першої бойової ескадрильї. Він служив у флотилії до 1939 року. У 1930-х роках корабель зазнав модернізації та переобладнання.
З початком війни, «Вільно» діяв на Прип'яті, Піні та Ясельді. Після радянської агресії 17 вересня він розпочав відступ до Пінська. Був запланований перехід корабля до Бугу. Через неможливість виконати це завдання монітор підірвав власний екіпаж. Це сталося 18 вересня біля села Особовиче, на відмін від решти польських моніторів, які були лише затоплені. не був відремонтований та включений до складу Пінської військової флотилії СРСР.